# Berezina
Berezina (bje. Бярэзіна) je rijeka u Bjelorusiji, desni pritok Dnjepra. Dugačka je 561 km. Plovna je 500 km od ušća. Zaleđena je od prosinca do travnja. Berezina je dio Berezinskog vodenog puta. Cijelom svojom površinom teče samo u Bjelorusiji. Druga je najduža rijeka u Bjelorusiji iza Dnjepra.
Na rijeci su gradovi: Barysaŭ, Babrujsk i Svetlogorsk.

## Bitke na Berezini
U Velikom sjevernom ratu, Šveđani su pod vodstvom Karla XII. prešli Berezinu na putu za Smolensk 1708. godine. 
Za vrijeme povlačenja Napoleonove vojske iz Rusije vodile su se borbe na obje strane Berezine, kod Borisova i Studjanke. Napoleon s ostacima je svoje vojske uspio prijeći rijeku od 27. do 29. studenog 1812. pretrpjevši velike gubitke.
U Sovjetsko-poljskom ratu 1920. godine, na Berezini su se vodile teške borbe, a 7. lipnja Crvena armija prelazi Berezinu i prisiljava poljsku vojsku na povlačenje.
Za vrijeme Drugog svjetskog rata na Berezini je u ljeto 1944. razbijena njemačka središnja grupa armija, nakon čega Crvena armija izbija na zapadne granice SSSR-a i nastavlja napredovanje na širokom frontu.

## Vanjske poveznice
|  | Zajednički poslužitelj ima još gradiva o temi Berezina |